# Obermühle (Büchlberg)
Obermühle ist ein Gemeindeteil von Büchlberg im niederbayerischen Landkreis Passau.
Der Weiler liegt am linken, westlichen Ufer der Erlau zweieinhalb Kilometer nordöstlich des Ortskerns von Büchlberg. Der Ort liegt in der nordöstlichen Ecke der Gemarkung Leoprechting. Unmittelbar südlich liegen Teile der Steusiedlung Edthof, die offiziell als Dorf geführt wird.